# Ваке
Ваке (њем. Waake) општина је у њемачкој савезној држави Доња Саксонија. Једно је од 29 општинских средишта округа Гетинген. Према процјени из 2010. у општини је живјело 1.395 становника. Посједује регионалну шифру (AGS) 3152027.

## Географски и демографски подаци
Ваке се налази у савезној држави Доња Саксонија у округу Гетинген. Општина се налази на надморској висини од 274 метра. Површина општине износи 7,9 km². У самом мјесту је, према процјени из 2010. године, живјело 1.395 становника. Просјечна густина становништва износи 177 становника/km².